# Малый Кунашак
Малый Кунашак — деревня  Кунашакского района Челябинской области. Входит в состав Куяшского сельского поселения.
Деревня основана как выселок из села Кунашак в 1925. В 1932 организован в деревне Аргаяшский конезавод № 45. 

## География
Расположена в юго-западной  части района, на берегу озера Сар-Балык. Расстояние до районного центра, Кунашака, 37 км.

## Население
| 2002 | 2010 |
| ---- | ---- |
| 23   | ↘19  |

(в 1959 - 246, в 1970 - 222, в 1983 - 180, в 1995 — 44)

## Улицы
- Лесная улица